# Alopoglossus lehmanni
Alopoglossus lehmanni — вид ящірок родини Alopoglossidae. Ендемік Колумбії. Вид названий на честь колумбійського біолога Фредеріко Карлоса Лехманна.

## Поширення і екологія
Alopoglossus lehmanni відомі з типової місцевості, розташованої на заході департамента Вальє-дель-Каука, в районі міста Буенавентура. Вони живуть у вологих рівнинних тропічних лісах, на висоті до 30 м над рівнем моря. Відкладають яйця.

## Збереження
МСОП класифікує цей вид як такий, що перебуває на межі зникнення. Alopoglossus lehmanni загрожує знищення природного середовища.